# Kościół św. Stanisława w Skrzyszowie
Kościół św. Stanisława Biskupa − drewniany późnogotycki kościół zbudowany w Skrzyszowie w 1517 roku.
Świątynia powstała z fundacji Jana Amora Tarnowskiego, hetmana wielkiego koronnego i kasztelana krakowskiego. Budowniczym był cieśla Jan z Czchowa, na co wskazuje zachowana sygnatura na portalu. Jest to drewniany, jednonawowy kościół z trójbocznie zamkniętym prezbiterium, konstrukcji zrębowej, otoczony otwartymi sobotami. W wyniku dwukrotnej rozbudowy, w latach 1770–1776 oraz 1893–1894 dobudowano wydłużone kaplice o charakterze transeptu, zakrystię oraz wieżę konstrukcji słupowo-ramowej z nadwieszoną izbicą, nakrytą hełmem namiotowym. Kościół nakrywają dachy dwuspadowe, pobite gontami, z wieżyczką na sygnaturkę. 
Wnętrze, nakryte płaskimi stropami ozdobione jest secesyjną polichromią z 1906 r. Prezbiterium od nawy oddziela półkolisty łuk tęczowy z profilowaną belką, na której umieszczony jest późnogotycki krucyfiks z końca XV w. oraz posągi Matki Boskiej Bolesnej i św. Jana Ewangelisty. W kościele znajdują się trzy późnogotyckie portale, dwa schodkowe (typu „długoszowskiego”) i jeden – prowadzący do zakrystii – zamknięty w ośli grzbiet.

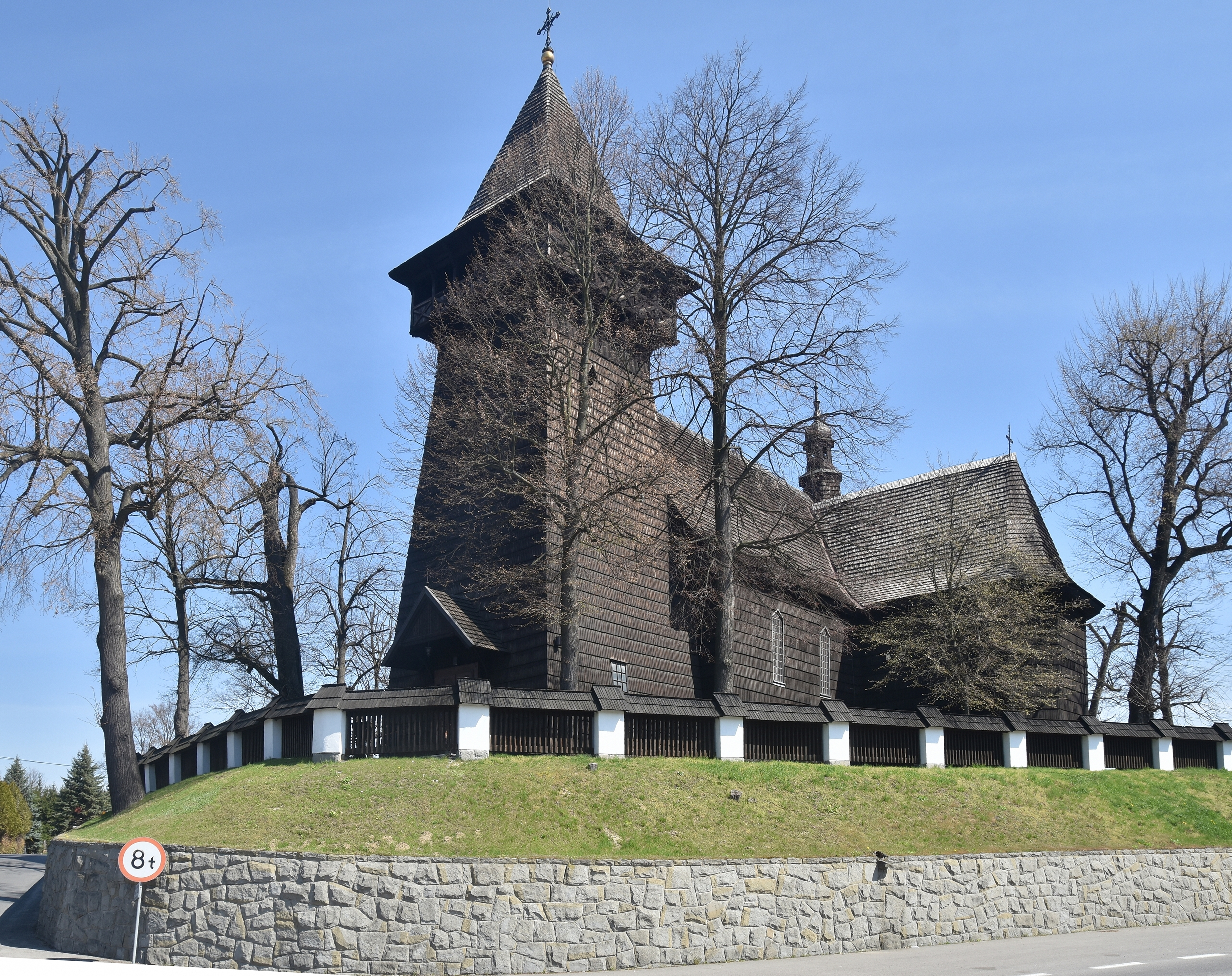
Elewacja frontowa
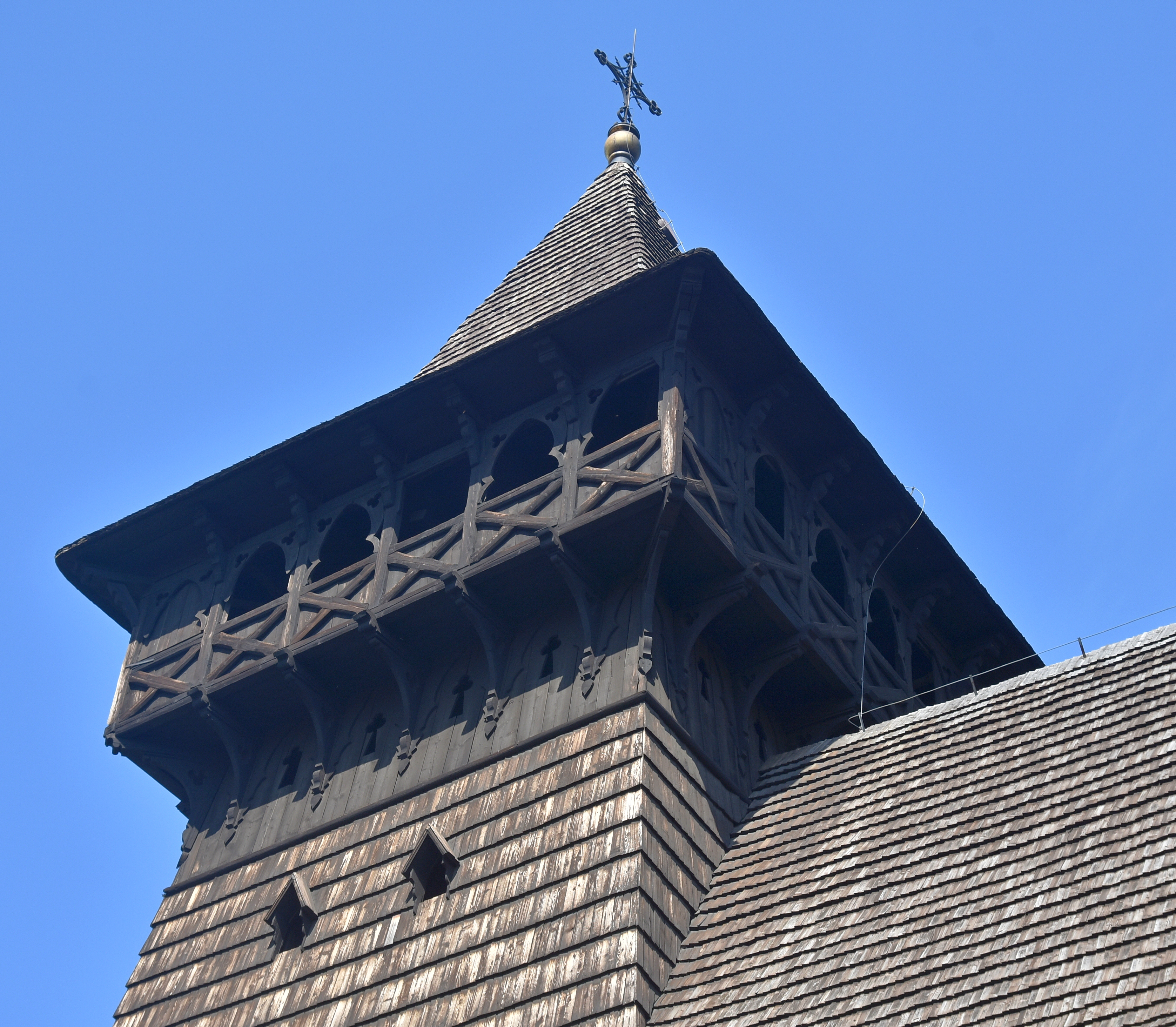
Wieża
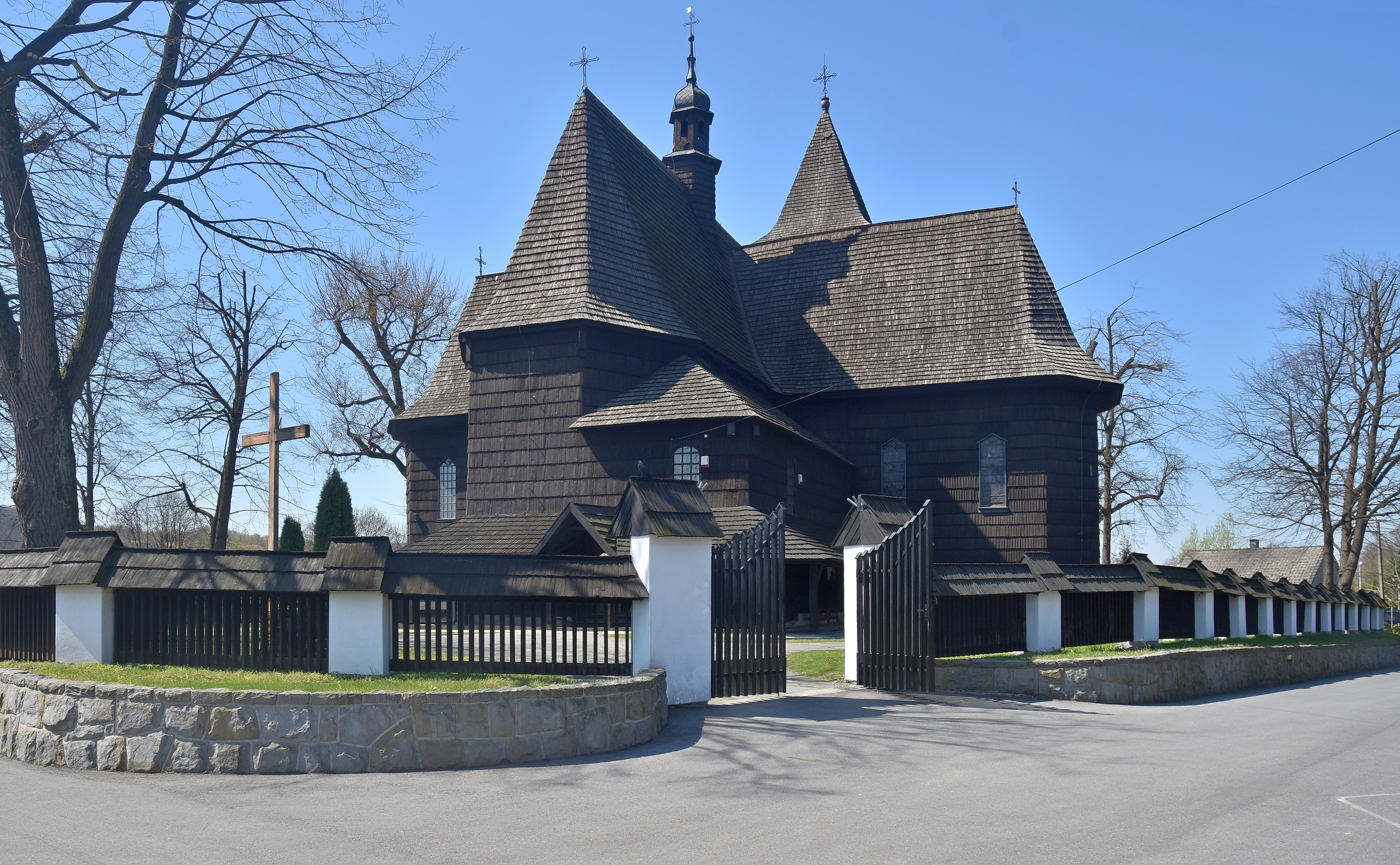
Elewacja tylna

W barokowym ołtarzu głównym z XVIII w., znajduje się późnogotycki obraz św. Stanisława Biskupa ze św. Wacławem i Michałem Archaniołem. Stanowił on pierwotnie część tryptyku, którego skrzydła znajdują się obecnie w Muzeum Diecezjalnym w Tarnowie. Muzeum posiada również w zbiorach bizantyjską ikonę przedstawiającą Matkę Boską z Dzieciątkiem, pochodzącą prawdopodobnie z XV w. oraz gotycką rzeźbę św. Barbary z końca XV w.

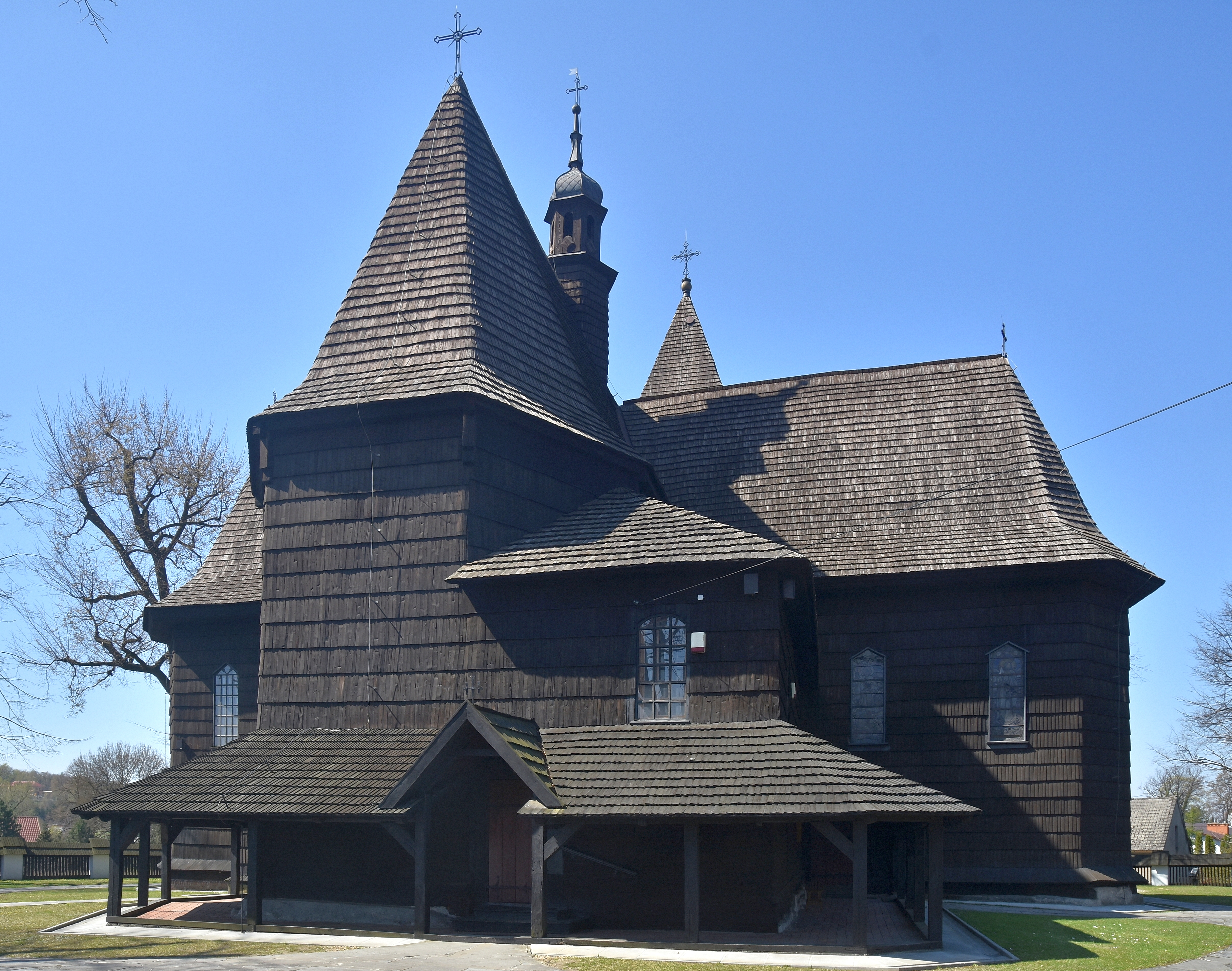
Elewacja boczna
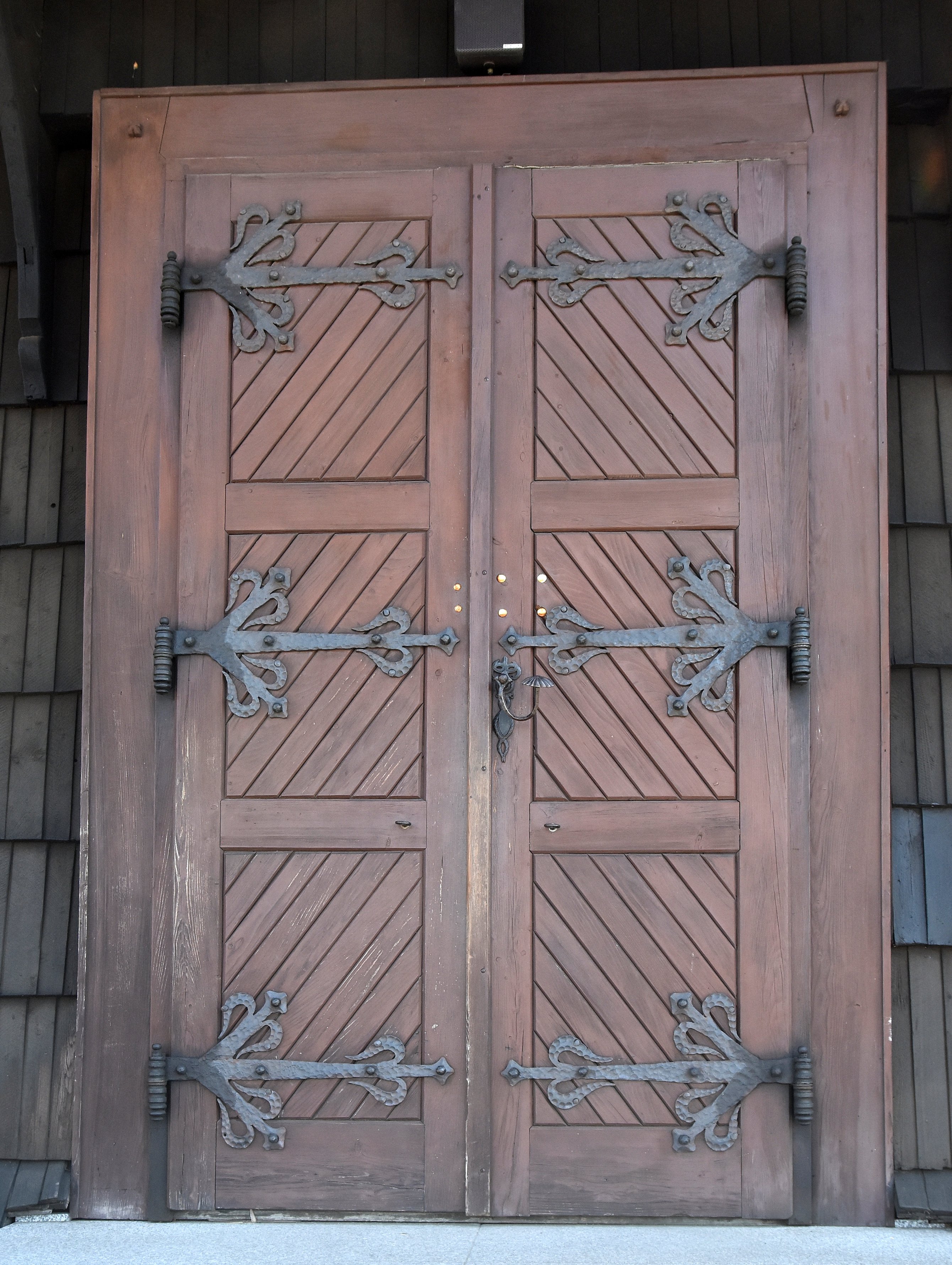
Drzwi główne
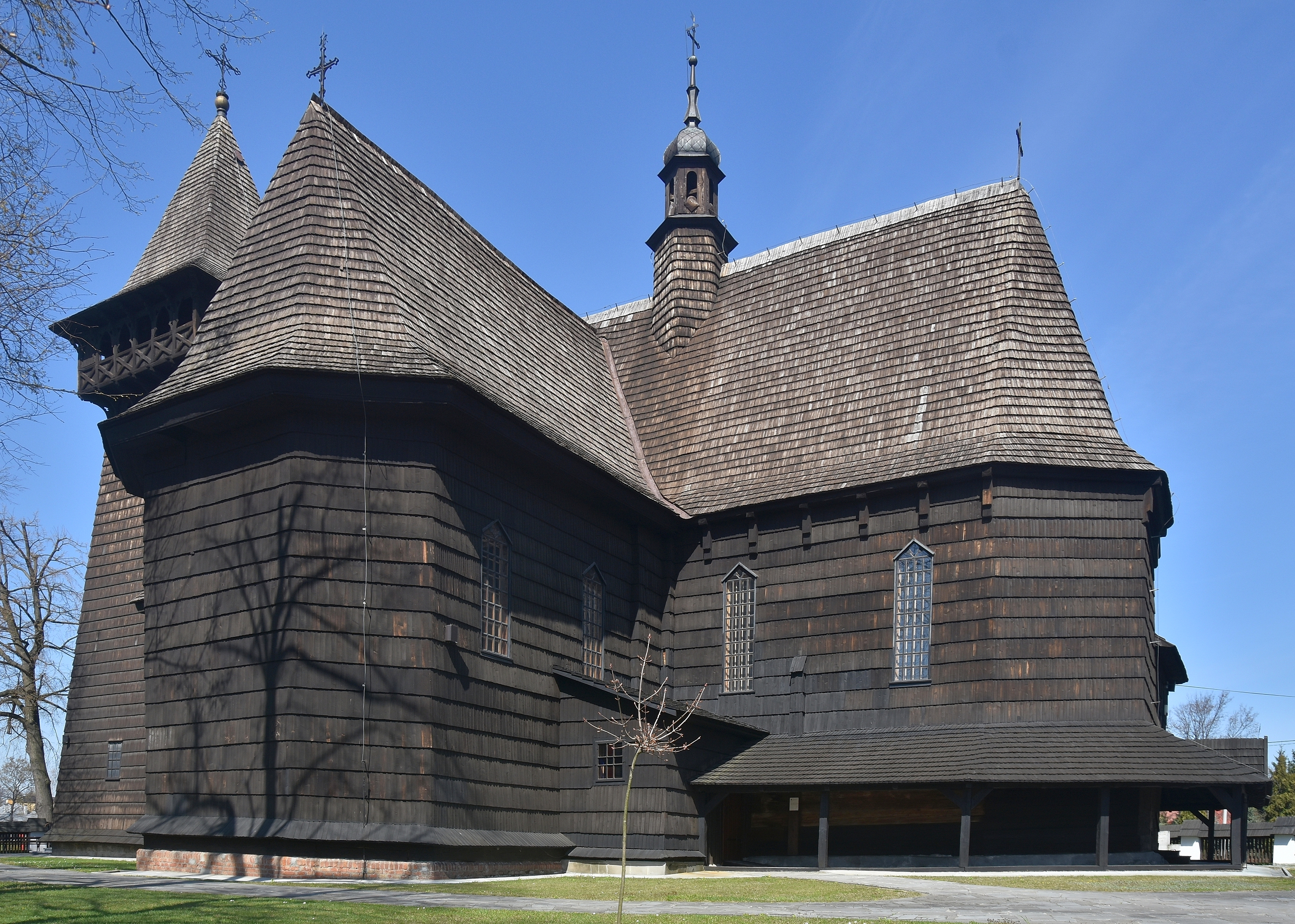
Elewacja boczna